# Combate do Butuí
O Combate do Butuí ocorreu no dia 26 de junho de 1865 no riacho Butuí ou M'Butuí entre os municípios de São Borja e Itaqui no Rio Grande do Sul durante a Guerra do Paraguai.

## A Batalha
O avanço das tropas do Tenente-Coronel Estigarribia era constantemente atrapalhado pelas incursões dos destacamentos brasileiros em seu trajeto para Uruguaiana, com destaque para São Borja e Itaqui. No dia 26 de junho uma coluna paraguaia de 500 homens sob o comando do Major José Lopez e 2 000 soldados da Guarda Nacional Brasileira, sob o comando do Coronel Fernandes Lima se engajaram inicialmente com escaramuças. A batalha resultou em 236 baixas paraguaias e 115 do lado brasileiro. Com uma superioridade numérica de 4 para 1 os brasileiros derrotaram os paraguaios e estes bateram em retirada para a divisão principal do Tenente-Coronel Estigarribia.